# Ян ван де Ґрафф
Ян ван де Ґрафф (нід. Jan van de Graaff, 24 вересня 1944) — нідерландський академічний веслувальник.
Бронзовий призер Олімпійських Ігор 1964 року в складі розпашної четвірки зі стерновим.
Чемпіон світу 1966 року в складі розпашної двійки зі стерновим.